# Svaïno
Svaïno (en rus: Сваино) és un poble de l'óblast de Vladímir, a Rússia, segons el cens del 2010 tenia 68 habitants. Pertany al districte municipal de Iúriev-Polski.